# Gerald Mitchell
Gerald Mitchell, de son vrai nom Gerald Foster Mitchell, est un producteur et disc jockey américain de house et de techno de Détroit.

## Biographie
La carrière de Gerald Mitchell commence en 1996 sur le label Soul City et s'est poursuivie notamment sur les labels Metroplex et Los Hermanos. Son pseudonyme Martian 044, utilisé pour produire les EP Prayer Stick et The Last Stand, tous deux sortis sur le label Red Planet, fait à la fois référence au collectif The Martian et à son propre EP Hardlife.
En 2008, il sort son EP Out the Boat. 
En 2020, Los Hermanos et Gerald Mitchell rééditent leur single Another Day, sorti en août 2004,.

## Discographie sélective

### Albums studio
- 2011 : Family Property

### Singles et EP
- 1996 : Set Me Free (Soul City)
- 1998 : Prayer Stick (Red Planet) (sous Martian 044)
- 1999 : The Last Stand / Sunchaser  (Red Planet) (sous Martian 044)
- 1999 : Groove Within the Groove (430 West Records)
- 2004 : Resurrection (Los Hermanos)
- 2004 : Resurrection EP (Los Hermanos)
- 2005 : Bellydancer / Zemrën (Motech)
- 2007 : Alia (Motech)
- 2007 : Alia (CDr, Promo)  (Motech)
- 2007 : Alia Remix / Geloshai 1862 (Motech)
- 2008 : Out the Boat (Reincarnation)
- 2016 : Jino, Ohno, Mitchell, Mills – Kobe Session (Axis Records)
- 2021 : The Metamorphosis of Twookie Wonder Brown (Mother Tongue Records)